# Johann Wolfgang Döbereiner

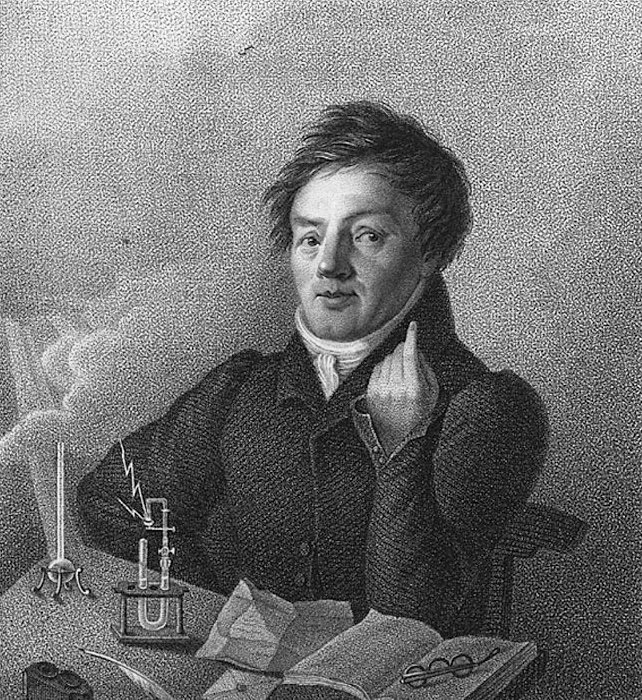
Johann Wolfgang Döbereiner.

Johann Wolfgang Döbereiner, född 13 december 1780 i Hof, död 24 mars 1849 i Jena, var en tysk kemist.

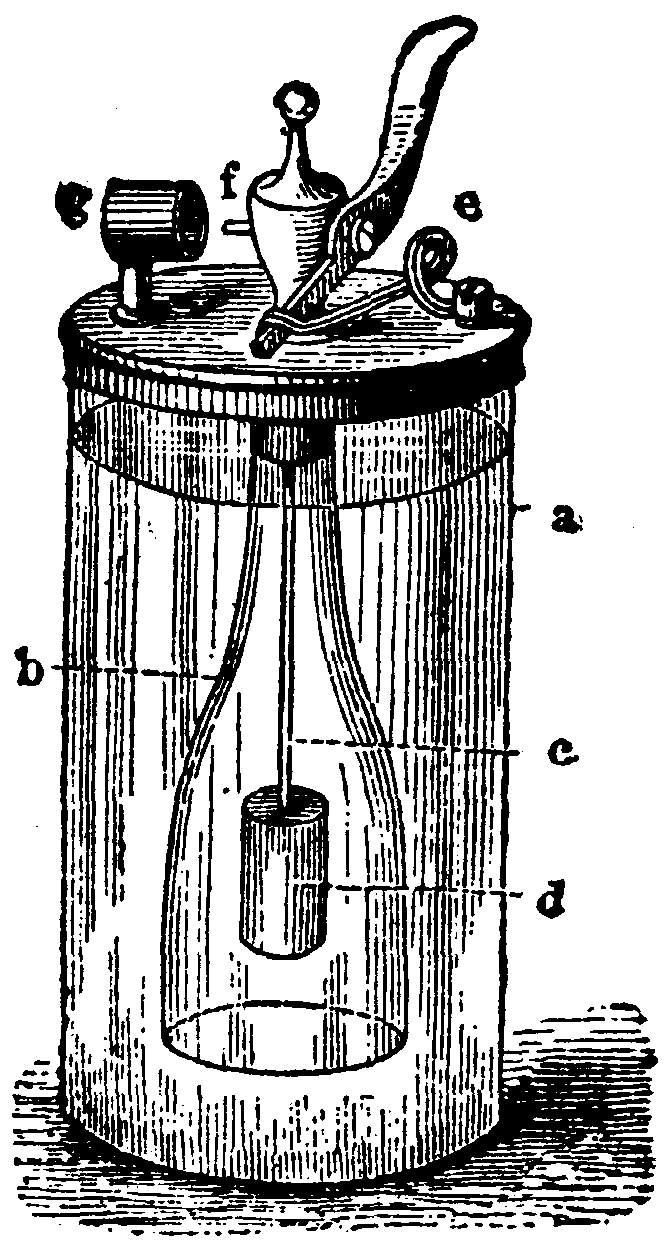
Döbereiners elddon.

Döbereiner var från 1810 professor i Jena och inrättade där det första tyska laboratoriet avsett för undervisning. Genom sin forskning kring grundämnens atomvikter förebådade han det periodiska systemet. Döbereiner var Goethes rådgivare i kemiska frågor. Sedan Döbereiner upptäckte att fint fördelad platina (så kallad platinasvamp) kan antända vätgas som strömmar ut i luften, konstruerade han 1823 ett elddon. Sådana vätgaselddon användes i Sverige så sent som på 1850-talet, då det ersattes av tändstickan. 
Döbereiners elddon utgörs av en cylinder (a) som innehåller utspädd svavelsyra och är täckt av ett lock. Inne i cylindern finns en gasklocka (b) och, inuti denna är en zinkstång (c) och en kolv (d) fästa. Klockan har upptill en kran (e). När man öppnar den kranen trycks luften ut ur klockan och ersätts av syra från cylindern. När syran träffar zinken bildas vätgas. När vätgasen har trängt undan luften får den strömma ut genom en ytterligare kran (f), mot en platinasvamp (g) som är fäst i huven. Genom den med luft blandade vätgasens beröring med platinasvampen upphettas platinasvampen till glödgning, så att vätgasen antänds.